# 卢森堡伯国

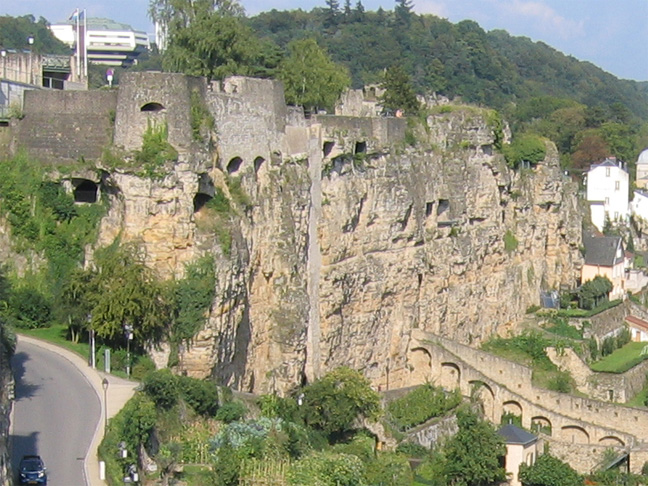
博克菲尔斯，卢森堡

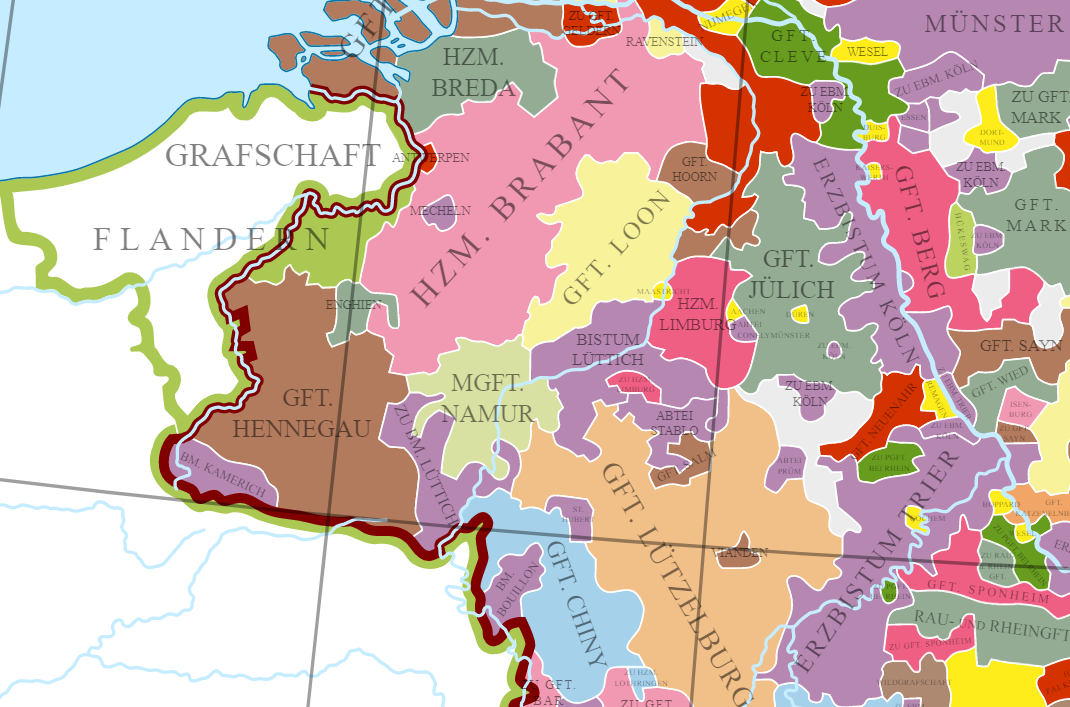
吕策尔堡领地（橙色）约 1250

卢森堡伯国（法语：Luxembourg；卢森堡语：Lëtzebuerg）是神圣罗马帝国的一个邦国。它起源于中世纪的Lucilinburhuc（“小堡垒”）[1] 城堡，该城堡位于现今的卢森堡市，由阿登伯爵西格弗里德于963年购买。他的阿登-卢森堡家族的后代从11世纪起开始自称为卢森堡伯爵。卢森堡家族是林堡公爵的分支（Cadet branch），它是14 世纪最重要的政治力量之一，与哈布斯堡家族争夺中欧霸权。

## 历史
历史上的卢森堡地区在2世纪由凯尔特人部落在此定居。在公元前58至51年的高卢战役中，凯撒大帝征服了卢森堡，并将其纳入罗马的下日耳曼尼亚省。在5世纪的移民时期，日耳曼法兰克人从东方入侵后，卢森堡地区成为法兰西和加洛林帝国的一部分。在这之后，卢森堡地区经历多次易手。843年，卢森堡成为中法兰克王国的一部分（凡尔登条约），然后在855年成为洛塔林吉亚王国（普吕姆条约），最后在959年成为上洛林公国的一部分。自925年起，它属于东法兰西王国，即德意志王国和神圣罗马帝国的前身，大部分地区由埃希特纳赫修道院持有。
从中世纪早期到文艺复兴时期，人们给予了卢森堡许多不同的名字，如：Lucilinburhuc、Lutzburg、Lützelburg、Luccelemburc、Lichtburg。卢森堡在拉丁文中意为“小城堡”。然而，现代历史学家认为，卢森堡这个词的词源是Letze的衍生词，意思是防御工事，这可能是指罗马人的瞭望塔遗迹或中世纪早期的原始避难所。最早提到该土地的是凯撒大帝的《高卢战记》 。

## 伯国
963 年，西格弗里德伯爵从特里尔的圣马克西敏修道院院长维克鲁斯 (Wikerus) 手中收购了这座被毁坏的、据称是罗马的防御工事Lucilinburhuc。西格弗里德于950年左右首次出现在历史记载中。他可能是洛林公爵吉塞尔博特的儿子，他的母亲库尼贡达是西法兰克国王路易的孙女。在接下来的几年里，齐格弗里德在废墟的原址上建造了一座后来被称为“博克菲尔斯”的新城堡。这座城堡占据了一段连接兰斯、阿尔隆和特里尔的古罗马道路，为贸易和税收提供了良好条件。 虽然卢森堡的历史始于城堡的建造，但西格弗里德和他的直接继任者似乎并没有将城堡作为他们的主要住所。
在接下来的几年里，一个小城镇和市场在新城堡周围发展起来。它的第一批居民可能是西格弗里德伯爵的仆人和圣迈克尔教堂的教士。通过建造部分城墙和护城河，该定居点很快得到了额外的保护。除了博克菲尔斯和罗马道路附近的小镇外，在阿尔泽特谷地还建立了另一个定居点，即今天的卢森堡格兰德区。
在1060年，西格弗里德的后裔扩建了城堡。 康拉德一世（卒于1086年）是第一个自称为“卢森堡伯爵”的人。 他的儿子亨利三世是已知的第一个在那里建立永久住所的伯爵，在1089年的一份文件中，他被称为“来自 Henricus de Lutzeleburg”。到1083年，这个较低的城镇在阿尔泽特河和佩特鲁斯河上有两座教堂和桥梁。 其居民以捕鱼、烘焙和碾磨为业。 同年，卢森堡伯爵康拉德一世在城堡后面的山丘上建立了阿尔特明斯特本笃会修道院。
1136年，卢森堡的康拉德二世伯爵在没有继承人的情况下去世，阿登-卢森堡分支绝嗣，根据皇帝洛泰尔二世的命令，该伯国传给了康拉德的母系表亲那慕尔家族的盲人亨利。1196年瞎子亨利去世后，勃艮第伯爵奥东一世（霍亨斯陶芬王朝皇帝腓特烈·巴巴罗萨的儿子）提出了对王位的宣称。瞎子亨利的女儿埃尔梅辛德嫁给了巴尔的西奥巴尔德一世伯爵，从而确保了她自己作为卢森堡伯爵夫人的继承权。
卢森堡镇成为低地国家中具有战略价值的国家中心。多年来，它的防御工事被历任持有者稳步扩大和加强，这使它成为欧洲最强大的堡垒之一。由于其强大的防御能力，它被称为 "北方的直布罗陀"。在1288年的沃林根战役中，卢森堡伯爵被布拉邦特公爵击败，失去了林堡的遗产。尽管如此，亨利七世伯爵（其父亲亨利六世在战斗中丧生）于1292年与布拉邦特的玛格丽特缔结联姻，解决了争斗。1308年，他被选为罗马人的国王，并在1312年被加冕为神圣罗马帝国皇帝，是卢森堡家族的三位皇帝中的第一位。他的儿子，盲眼约翰，在1310年成为波希米亚国王，此后该王朝将其权力所在地迁至布拉格城堡。

## 升格
卢森堡公国是由卢森堡伯国、迪尔比、拉罗什和菲安登（自1264年7月31日起成为附庸伯国）、阿尔隆藩侯以及蒂永维尔、比特堡和马尔维尔地区合并而成的。卢森堡伯国一直是神圣罗马帝国的一个独立领地，直到1353年，卢森堡皇帝查理四世将其升格为公国。
卢森堡王朝灭亡后，公国于1443年由瓦卢瓦-勃艮第家族统治，然后在1482年被转交给了奥地利大公国。1549年，查理五世皇帝把它纳入神圣罗马帝国的勃艮第行政圈。在法国大革命战争期间，卢森堡被并入法国的森林省。1815年维也纳会议达成协议后，前公国的部分领土成为卢森堡大公国，由荷兰联合王国统治（但并不是荷兰王国的一部分），之后卢森堡大公国加入德意志邦联。